# Џин Роденбери
Џин Весли Роденбери (енгл. Eugene Wesley Roddenberry; Ел Пасо, 19. август 1921 — Санта Моника, 24. октобар 1991) је био амерички телевизијски сценариста, продуцент и творац оригиналне телевизијске серије Звездане стазе и њеног првог спин-офа Следећа генерација. Рођен у Ел Пасу, Роденбери је одрастао у Лос Анђелесу, где је његов отац био полицајац. Роденбери је летео у 89 борбених мисија у Ваздушној војсци током Другог светског рата и радио је као комерцијални пилот после рата. Касније, пратио је очеве кораке и придружио се Полицији Лос Анђелеса, где је почео писати сценарио за серију.